# Enrique Vila-Matas
Enrique Vila-Matas (n. 31 martie 1948, Barcelona) este un scriitor catalan.

## Biografie
Vila-Matas a studiat dreptul și jurnalistica, după care a devenit, în 1968, redactor al revistei de cinema Fotogramas. În 1970 a regizat 2 filem de scurt metraj, Todos los jóvenes tristes și Fin de verano. În 1971 și-a făcut armata la Melilla, unde a scris prima sa carte, Mujer en el espejo contemplando el paisaje. Întors la Barcelona, a lucrat ca critic de film pentru revistele Bocaccio și Destino. Între 1974 și 1976 a locuit la Paris într-o mansardă închiriată de la Marguerite Duras, unde a scris al doilea roman, La asesina ilustrada. Cărțile a treia și a patra, Al sur de los párpados and Nunca voy al cine, au fost publicate în 1980 și 1982.
A început să fie cunoscutupă după publicarea cărții sale Historia abreviada de la literature portátil.
Opera sa a fost tradusă în cca 30 de limbi.
Despre Dublinesque, un critic literar a scris: "...Vila-Matas a creat o capodoperă".

## Opera

### Romane
- Mujer en el espejo contemplando el paisaje (Tusquets, 1973).
- La asesina ilustrada (Tusquets,1977. Lumen, 2005).
- Al sur de los párpados (Fundamentos, 1980)
- Nunca voy al cine (Laertes, 1982)
- Impostura (Anagrama, 1984).
- Historia abreviada de la literatura portátil (Anagrama, 1985).
- Una casa para siempre (Anagrama, 1988).
- Suicidios ejemplares (Anagrama, 1991).
- Hijos sin hijos (Anagrama, 1993).
- Recuerdos inventados (Anagrama, 1994).
- Lejos de Veracruz (Anagrama, 1995).
- Extraña forma de vida (Anagrama, 1997).
- El viaje vertical (Anagrama, 2000).
- Bartleby y compañía (Anagrama, 2001).  Translated by Jonathan Dunne as Bartleby & Co. (New Directions, 2004).
- El mal de Montano (Anagrama, 2002).  Translated by Jonathan Dunne as Montano's Malady (New Directions, 2007).
- París no se acaba nunca (Anagrama, 2003).  Translated by Anne McLean as Never Any End to Paris (New Directions, 2011).
- Doctor Pasavento (Anagrama, 2005)
- Exploradores del abismo (Anagrama, 2007)
- Dietario voluble (Anagrama, 2008)
- Dublinesca (Seix Barral 2010)  Translation by Anne McLean and Rosalind Harvey as "Dublinesque" (New Directions in USA Harwill in UK, 2012)
- Air of Dylan(Seix Barral 2012)

### Eseuri
- El viajero más lento (Anagrama, 1992).
- El traje de los domingos (Huerga&Fierro, 1995).
- Para acabar con los números redondos (Pre-textos, 1997).
- Desde la ciudad nerviosa (Alfaguara, 2000; aumentada 2004).
- Extrañas notas de laboratorio (El otro, el mismo, 2003; aumentada 2007)
- Aunque no entendamos nada (J.C.Sáez editor, 2003).
- El viento ligero en Parma (Sexto Piso, 2004).
- Una vida absolutamente maravillosa (Mondadori)

## Premii și distincții
- Cavaler al Legiunii de onoare
- Doctor honoris causa din partea Universității Anzilor, Venezuela
- Premiul orașului Barcelona
- Premiul venezuelean „Rómulo Gallegos” (2001)
- Premiul Meilleur Livre Etranger
- Premiul Fernando Aguirre-Libralire (2002)
- Premiul Herralde,
- Premiul Nacional de la Crítica
- Premiul Médicis pentru literatură străină
- Premiul Círculo de Críticos de Chile (2003)
- Premiul Internazionale Ennio Flaiano (2006)
- Premiul Fundación José Manuel Lara (2006)
- Premiul Real Academia Española (2006)
- În 2007 a primit Premiul literar Elsa Morante literary la categoria Scrittori del Mondo
- În 2009 a primit Premiul Internazionale Mondello pentru romanul Dottor Pasavento
- În 2011 a primit Premiul Bottari Lattes Grinzane (Italia), Premiul Jean Carriere (Franța) și Premiul Leteo (Spania) pentru "Dublinesca."
- În 2012 a primit Premiul Argital al orașului Bilbao pentru "Air of Dylan"
- Premiul Gregor von Rezzori (Italia).